# جو تیت
جو تیت (به انگلیسی: Joe Tate) بازیکن فوتبال زادهٔ ۴ اوت ۱۹۰۴ اهل کشور انگلستان که سابقهٔ بازی در تیم ملی فوتبال انگلستان را در کارنامهٔ خود دارد. وی در تاریخ ۱۴ مه ۱۹۳۱ نخستین بازی ملی خود را در مقابل تیم ملی فوتبال فرانسه انجام داد و با حضور در ۳ بازی ملی، در تاریخ ۱۶ نوامبر ۱۹۳۲ واپسین بازی ملی‌اش را در برابر تیم ملی فوتبال ولز برگزار کرد.